# یواس‌اس کورونیس (ای‌آرال-۱۰)
یواس‌اس کورونیس (ای‌آرال-۱۰) (به انگلیسی: USS Coronis (ARL-10)) یک کشتی است که طول آن ۳۲۸ فوت (۱۰۰ متر) می‌باشد. این کشتی در سال ۱۹۴۴ ساخته شد.